# Platylabops holerythrus
Platylabops holerythrus är en stekelart som beskrevs av Heinrich 1961. Platylabops holerythrus ingår i släktet Platylabops och familjen brokparasitsteklar. Inga underarter finns listade i Catalogue of Life.